# Students'ka (metropolitana di Charkiv)
La stazione di Students'ka (Студентська, ), in russo Studenčeskaja (Студенческая), è una stazione della metropolitana di Charkiv, sulla linea Saltivs'ka.

## Storia
La stazione di Students'ka venne attivata il 26 ottobre 1986, contemporaneamente alla tratta da Akademika Baradašova a Heroïv Praci della linea Saltivs'ka.

## Strutture e impianti
Si tratta di una stazione sotterranea, con due binari – uno per ogni senso di marcia – serviti da una banchina ad isola.